# 大蓝脸鹦雀
大蓝脸鹦雀（学名：Erythrura papuana）是印度尼西亚巴布亚省和巴布亚新几内亚的一种常见梅花雀。其全球分布范围约有50,000至100,000平方千米。
大蓝脸鹦雀分布于亚热带和热带的湿润山地林。该物种的保护状况被评为无危。